# Landgericht Remlingen
Das Landgericht Remlingen war ein kurzzeitig von 1848 bis 1849 bestehendes bayerisches Landgericht älterer Ordnung mit Sitz in Remlingen (Unterfranken). Die Landgerichte waren im Königreich Bayern Gerichts- und Verwaltungsbehörden, die 1862 in administrativer Hinsicht von den Bezirksämtern und 1879 in juristischer Hinsicht von den Amtsgerichten abgelöst wurden.

## Geschichte
Remlingen war während des Mittelalters im Besitz der Grafen von Wertheim; seit dem späten 16. bzw. dem frühen 17. Jahrhundert war der Ort zwischen der Grafschaft Castell und dem Hochstift Würzburg geteilt; diese Teilung ist an den beiden Herrschaftsschlössern am Ortsbild heute noch erkennbar. Die Herrschaftsgerichte wurden im Reichsdeputationshauptschluss 1803 sowie in der Mediatisierung zwischen Bayern, Baden und dem Großherzogtum Würzburg geteilt, bis 1810 ganz Remlingen als Gräflich castellisches Untergericht Remlingen Teil des Großherzogtums wurde, mit dem es 1814 an das Königreich Bayern fiel. Das am Ort bestehende Herrschaftsgericht des Grafen v. Castell und des Fürsten v. Löwenstein-Wertheim hatte bis zur Aufhebung der adeligen Gerichtsbarkeit in Bayern 1848 Bestand. Das Landgericht Remlingen wurde im selben Jahr als königliche Gerichts- und Polizeibehörde gebildet, aber bereits 1849 aufgelöst. Die Gemeinden Remlingen, Urspringen und Billingshausen kamen zum Landgericht Marktheidenfeld (die beiden letzteren später zum Landgericht Rothenfels), Oberaltertheim, Unteraltertheim und Steinheim zum Landgericht Würzburg (links des Mains).